# Norvégia az 1964. évi téli olimpiai játékokon
Norvégia az ausztriai Innsbruckban megrendezett 1964. évi téli olimpiai játékok egyik részt vevő nemzete volt. Az országot az olimpián 9 sportágban 58 sportoló képviselte, akik összesen 15 érmet szereztek.

## Érmesek
| Érem  | Versenyző         | Sportág          | Versenyszám                  |
| ----- | ----------------- | ---------------- | ---------------------------- |
| Arany | Tormod Knutsen    | Északi összetett | Egyéni                       |
| Arany | Knut Johannesen   | Gyorskorcsolya   | Férfi 5000 m                 |
| Arany | Toralf Engan      | Síugrás          | Egyéni, nagysánc             |
| Ezüst | Alv Gjestvang     | Gyorskorcsolya   | Férfi 500 m                  |
| Ezüst | Per Ivar Moe      | Gyorskorcsolya   | Férfi 5000 m                 |
| Ezüst | Fred Anton Maier  | Gyorskorcsolya   | Férfi 10 000 m               |
| Ezüst | Harald Grønningen | Sífutás          | Férfi 15 km                  |
| Ezüst | Harald Grønningen | Sífutás          | Férfi 30 km                  |
| Ezüst | Toralf Engan      | Síugrás          | Egyéni, normálsánc           |
| Bronz | Olav Jordet       | Biatlon          | Férfi 20 km egyéni indításos |
| Bronz | Villy Haugen      | Gyorskorcsolya   | Férfi 1500 m                 |
| Bronz | Fred Anton Maier  | Gyorskorcsolya   | Férfi 5000 m                 |
| Bronz | Knut Johannesen   | Gyorskorcsolya   | Férfi 10 000 m               |
| Bronz | Torgeir Brandtzæg | Síugrás          | Egyéni, normálsánc           |
| Bronz | Torgeir Brandtzæg | Síugrás          | Egyéni, nagysánc             |

## Alpesisí
Férfi
| Versenyző          | Versenyszám      | Selejtező | Selejtező | Selejtező | Selejtező | Döntő    | Döntő    | Döntő    | Döntő    | Döntő      | Döntő      |
| Versenyző          | Versenyszám      | 1. futam  | 1. futam  | 2. futam  | 2. futam  | 1. futam | 1. futam | 2. futam | 2. futam | Összesítés | Összesítés |
| Versenyző          | Versenyszám      | Idő       | Hely.     | Idő       | Hely.     | Idő      | Hely.    | Idő      | Hely.    | Idő        | Helyezés   |
| ------------------ | ---------------- | --------- | --------- | --------- | --------- | -------- | -------- | -------- | -------- | ---------- | ---------- |
| Arild Holm         | Lesiklás         |           |           |           |           |          |          |          |          | 2:31,32    | 38.        |
| Arild Holm         | Műlesiklás       | 55,57     | 27.       | 59,31     | 22.       | 1:21,14  | 38.      | 1:08,77  | 32.      | 2:29,91    | 35.        |
| Arild Holm         | Óriás-műlesiklás |           |           |           |           |          |          |          |          | 1:55,72    | 21.        |
| Jon Terje Øverland | Lesiklás         |           |           |           |           |          |          |          |          | 2:29,74    | 32.        |
| Jon Terje Øverland | Műlesiklás       | 54,90     | 20.*      |           |           | 1:19,16  | 36.      | 1:05,68  | 23.      | 2:24,84    | 29.        |
| Jon Terje Øverland | Óriás-műlesiklás |           |           |           |           |          |          |          |          | 1:55,51    | 20.        |
| Per Martin Sunde   | Műlesiklás       | 55,24     | 26.       | 55,03     | 4.        | 1:14,23  | 18.      | 1:04,13  | 15.      | 2:18,36    | 16.        |
| Per Martin Sunde   | Óriás-műlesiklás |           |           |           |           |          |          |          |          | 1:56,77    | 23.        |

Női
| Versenyző              | Versenyszám      | 1. futam       | 1. futam | 2. futam      | 2. futam      | Összesítés | Összesítés |
| Versenyző              | Versenyszám      | Idő            | Hely.    | Idő           | Hely.         | Idő        | Helyezés   |
| ---------------------- | ---------------- | -------------- | -------- | ------------- | ------------- | ---------- | ---------- |
| Dikke Eger-Bergman     | Lesiklás         |                |          |               |               | 2:05,10    | 36.        |
| Dikke Eger-Bergman     | Műlesiklás       | idő nem ismert | 21.      | nem ért célba | nem ért célba | kiesett    | kiesett    |
| Dikke Eger-Bergman     | Óriás-műlesiklás |                |          |               |               | 2:08,62    | 33.        |
| Liv Jagge-Christiansen | Lesiklás         |                |          |               |               | 2:04,07    | 29.        |
| Liv Jagge-Christiansen | Műlesiklás       | 47,67          | 17.      | 48,71         | 6.            | 1:36,38    | 7.         |
| Liv Jagge-Christiansen | Óriás-műlesiklás |                |          |               |               | 2:02,98    | 29.        |
| Astrid Sandvik         | Műlesiklás       | kizárták       | kizárták | kiesett       | kiesett       | kiesett    | kiesett    |
| Astrid Sandvik         | Óriás-műlesiklás |                |          |               |               | 2:00,74    | 21.        |

* - egy másik versenyzővel azonos eredményt ért el

## Biatlon
| Versenyző      | Lövőhiba | Időeredmény | Helyezés |
| -------------- | -------- | ----------- | -------- |
| Jon Istad      | 3        | 1:29:24,8   | 11.      |
| Olav Jordet    | 1        | 1:24:38,8   |          |
| Ragnar Tveiten | 3        | 1:25:52,5   | 4.       |
| Ola Wærhaug    | 5        | 1:34:38,0   | 22.      |

## Északi összetett
| Versenyző      | Síugrás  | Síugrás  | Síugrás  | Síugrás  | Síugrás  | Síugrás  | Síugrás | Síugrás | Sífutás | Sífutás | Sífutás | Összesítés | Összesítés |
| Versenyző      | 1. ugrás | 1. ugrás | 2. ugrás | 2. ugrás | 3. ugrás | 3. ugrás | Össz.   | Össz.   | Sífutás | Sífutás | Sífutás | Összesítés | Összesítés |
| Versenyző      | Távolság | Pont     | Távolság | Pont     | Távolság | Pont     | Pont    | Hely.   | Idő     | Pont    | Hely.   | Pont       | Helyezés   |
| -------------- | -------- | -------- | -------- | -------- | -------- | -------- | ------- | ------- | ------- | ------- | ------- | ---------- | ---------- |
| Arne Barhaugen | 64,0     | 95,7     | 62,5     | (91,6)   | 60,0     | 95,6     | 191,3   | 20.     | 50:40,4 | 234,33  | 2.      | 425,63     | 6.         |
| Tormod Knutsen | 74,0     | 120,8    | 72,0     | 118,1    | 65,0     | (110,2)  | 238,9   | 2.      | 50:58,6 | 230,38  | 4.      | 469,28     |            |
| Arne Larsen    | 64,0     | 96,5     | 64,5     | 101,8    | 61,0     | (81,2)   | 198,3   | 17.     | 50:49,6 | 232,33  | 3.      | 430,63     | 5.         |
| Bjørn Wirkola  | 65,0     | 101,9    | 67,0     | (101,0)  | 68,0     | 115,3    | 217,2   | 9.      | 53:51,9 | 196,34  | 14.     | 413,54     | 11.        |

## Gyorskorcsolya
Férfi
| Versenyző        | Versenyszám | Eredmény | Helyezés |
| ---------------- | ----------- | -------- | -------- |
| Nils Aaness      | 1500 m      | 2:14,6   | 16.      |
| Hroar Elvenes    | 500 m       | 41,4     | 10.*     |
| Ivar Eriksen     | 1500 m      | 2:12,2   | 6.*      |
| Alv Gjestvang    | 500 m       | 40,6     | *        |
| Villy Haugen     | 500 m       | 41,1     | 8.*      |
| Villy Haugen     | 1500 m      | 2:11,2   |          |
| Knut Johannesen  | 5000 m      | 7:38,4   |          |
| Knut Johannesen  | 10 000 m    | 16:06,3  |          |
| Fred Anton Maier | 5000 m      | 7:42,0   |          |
| Fred Anton Maier | 10 000 m    | 16:06,0  |          |
| Per Ivar Moe     | 5000 m      | 7:38,6   |          |
| Per Ivar Moe     | 10 000 m    | 16:47,1  | 13.      |
| Magne Thomassen  | 500 m       | 42,0     | 21.      |
| Magne Thomassen  | 1500 m      | 2:12,5   | 9.       |

* - egy másik versenyzővel azonos eredményt ért el

## Jégkorong
| Norvég férfi jégkorongcsapat-játékoskeret                                                           | Norvég férfi jégkorongcsapat-játékoskeret                                                                         | Norvég férfi jégkorongcsapat-játékoskeret                                                      |
| --------------------------------------------------------------------------------------------------- | --- | ---------------------------------------------------------------------------------------------- |
| - Egil Bjerklund - Olav Dalsøren - Bjørn Elvenes - Erik Fjeldstad - Tor Gundersen - Jan Erik Hansen | - Svein Norman Hansen - Einar Bruno Larsen - Thor-Erik Lundby - Thor Martinsen - Øystein Mellerud - Kåre Østensen | - Frank Olafsen - Per Skjerwen Olsen - Christian Petersen - Georg Smefjell - Jan Roar Thoresen |

### Eredmények
Selejtező
| 1964. január 27. | Svájc (SUI) | 5 – 1 (2–0, 1–0, 2–1) | Norvégia | Innsbruck |

|  |  |  |  |  |
|  |  |  |  |  |
|  |  |  |  |  |
|  |  |  |  |  |

Helyosztó csoportkör
| 1964. január 30. | Norvégia (NOR) | 3 – 4 (2–0, 1–2, 0–2) | Japán | Innsbruck |

|  |  |  |  |  |
|  |  |  |  |  |
|  |  |  |  |  |
|  |  |  |  |  |

| 1964. január 31. | Lengyelország (POL) | 4 – 2 (1–0, 1–2, 2–0) | Norvégia | Innsbruck |

|  |  |  |  |  |
|  |  |  |  |  |
|  |  |  |  |  |
|  |  |  |  |  |

| 1964. február 2. | Norvégia (NOR) | 9 – 2 (3–2, 3–0, 3–0) | Olaszország | Innsbruck |

|  |  |  |  |  |
|  |  |  |  |  |
|  |  |  |  |  |
|  |  |  |  |  |

| 1964. február 5. | Norvégia (NOR) | 6 – 1 (3–0, 2–0, 1–1) | Magyarország | Innsbruck |

|  |  |  |  |  |
|  |  |  |  |  |
|  |  |  |  |  |
|  |  |  |  |  |

| 1964. február 6. | Norvégia (NOR) | 4 – 2 (1–0, 1–2, 2–0) | Románia | Innsbruck |

|  |  |  |  |  |
|  |  |  |  |  |
|  |  |  |  |  |
|  |  |  |  |  |

| 1964. február 8. | Ausztria (AUT) | 2 – 8 (0–2, 1–3, 1–3) | Norvégia | Innsbruck |

|  |  |  |  |  |
|  |  |  |  |  |
|  |  |  |  |  |
|  |  |  |  |  |

| 1964. február 9. | Norvégia (NOR) | 8 – 4 (4–2, 1–2, 3–0) | Jugoszlávia | Innsbruck |

|  |  |  |  |  |
|  |  |  |  |  |
|  |  |  |  |  |
|  |  |  |  |  |

Végeredmény
| Csapat        | M | Gy | D | V | G+ | G– | Gk  | P  |
| ------------- | - | -- | - | - | -- | -- | --- | -- |
| Lengyelország | 7 | 6  | 0 | 1 | 40 | 13 | +27 | 12 |
| Norvégia      | 7 | 5  | 0 | 2 | 40 | 19 | +21 | 10 |
| Japán         | 7 | 4  | 1 | 2 | 35 | 31 | +4  | 9  |
| Románia       | 7 | 3  | 1 | 3 | 31 | 28 | +3  | 7  |
| Ausztria      | 7 | 3  | 1 | 3 | 24 | 28 | –4  | 7  |
| Jugoszlávia   | 7 | 3  | 1 | 3 | 29 | 37 | –8  | 7  |
| Olaszország   | 7 | 2  | 0 | 5 | 24 | 42 | –18 | 4  |
| Magyarország  | 7 | 0  | 0 | 7 | 14 | 39 | –25 | 0  |

| Csapat   | Helyezés |
| -------- | -------- |
| Norvégia | 10.      |

## Műkorcsolya
| Versenyző          | Versenyszám | Kötelező elemek   | Kötelező elemek | Kűr               | Kűr   | Összesítés                     | Összesítés                     | Összesítés                     | Összesítés                     | Összesítés                     | Összesítés                     | Összesítés                     | Összesítés                     | Összesítés                     | Összesítés        | Összesítés        | Összesítés  | Összesítés | Összesítés |
| Versenyző          | Versenyszám | Kötelező elemek   | Kötelező elemek | Kűr               | Kűr   | Helyezési pontszámok bírónként | Helyezési pontszámok bírónként | Helyezési pontszámok bírónként | Helyezési pontszámok bírónként | Helyezési pontszámok bírónként | Helyezési pontszámok bírónként | Helyezési pontszámok bírónként | Helyezési pontszámok bírónként | Helyezési pontszámok bírónként | Több. hely. száma | Több. hely. össz. | Hely. össz. | Pont       | Helyezés   |
| Versenyző          | Versenyszám | Több. hely. száma | Hely.           | Több. hely. száma | Hely. | 1                              | 2                              | 3                              | 4                              | 5                              | 6                              | 7                              | 8                              | 9                              | Több. hely. száma | Több. hely. össz. | Hely. össz. | Pont       | Helyezés   |
| ------------------ | ----------- | ----------------- | --------------- | ----------------- | ----- | ------------------------------ | ------------------------------ | ------------------------------ | ------------------------------ | ------------------------------ | ------------------------------ | ------------------------------ | ------------------------------ | ------------------------------ | ----------------- | ----------------- | ----------- | ---------- | ---------- |
| Anne Karin Dehle   | Női egyéni  | 5×24+             | 24.             | 9×30+             | 30.   | 25,0                           | 29,0                           | 27,0                           | 28,0                           | 27,0                           | 28,0                           | 28,0                           | 28,0                           | 28,0                           | 8×28+             | 219,0             | 248,0       | 1571,9     | 28.        |
| Berit Unn Johansen | Női egyéni  | 9×30+             | 30.             | 6×28+             | 29.   | 30,0                           | 30,0                           | 29,0                           | 30,0                           | 30,0                           | 27,0                           | 30,0                           | 29,0                           | 30,0                           | 9×30+             | 265,0             | 265,0       | 1524,9     | 30.        |

## Sífutás
Férfi
| Versenyző                                                     | Versenyszám     | Eredmény  | Helyezés |
| ------------------------------------------------------------- | --------------- | --------- | -------- |
| Ole Ellefsæter                                                | 15 km           | 55:10,8   | 25.      |
| Ole Ellefsæter                                                | 30 km           | kizárták  | kizárták |
| Ole Ellefsæter                                                | 50 km           | 2:47:45,8 | 8.       |
| Harald Grønningen                                             | 15 km           | 51:34,8   |          |
| Harald Grønningen                                             | 30 km           | 1:32:02,3 |          |
| Harald Grønningen                                             | 50 km           | 2:47:03,6 | 6.       |
| Magnar Lundemo                                                | 15 km           | 51:55,2   | 8.       |
| Einar Østby                                                   | 15 km           | 52:52,2   | 15.      |
| Einar Østby                                                   | 30 km           | 1:32:54,6 | 8.       |
| Einar Østby                                                   | 50 km           | 2:47:20,6 | 7.       |
| Sverre Stensheim                                              | 30 km           | 1:33:12,3 | 11.      |
| Sverre Stensheim                                              | 50 km           | 2:45:47,2 | 5.       |
| Magnar Lundemo Erling Steineide Einar Østby Harald Grønningen | 4 × 10 km váltó | 2:19:11,9 | 4.       |

Női
| Versenyző          | Versenyszám | Eredmény | Helyezés |
| ------------------ | ----------- | -------- | -------- |
| Babben Enger-Damon | 5 km        | 19:26,5  | 18.      |
| Babben Enger-Damon | 10 km       | 48:43,8  | 31.      |
| Ingrid Wigernæs    | 5 km        | 19:17,0  | 15.*     |
| Ingrid Wigernæs    | 10 km       | 43:38,0  | 12.      |

* - egy másik versenyzővel azonos eredményt ért el

## Síugrás
| Versenyző          | Versenyszám | 1. ugrás | 1. ugrás | 1. ugrás | 2. ugrás | 2. ugrás | 2. ugrás | 3. ugrás | 3. ugrás | 3. ugrás | Összesítés | Összesítés |
| Versenyző          | Versenyszám | Távolság | Pont     | Hely.    | Távolság | Pont     | Hely.    | Távolság | Pont     | Hely.    | Pont       | Helyezés   |
| ------------------ | ----------- | -------- | -------- | -------- | -------- | -------- | -------- | -------- | -------- | -------- | ---------- | ---------- |
| Torgeir Brandtzæg  | Normálsánc  | 73,0     | (98,8)   | 21.      | 79,0     | 112,6    | 2.       | 78,0     | 110,3    | 3.       | 222,9      |            |
| Torgeir Brandtzæg  | Nagysánc    | 92,0     | (109,1)  | 4.       | 90,0     | 113,2    | 2.       | 87,0     | 114,0    | 1.       | 227,2      |            |
| Toralf Engan       | Normálsánc  | 79,0     | (112,1)  | 2.       | 78,5     | 112,3    | 3.       | 79,0     | 114,0    | 1.*      | 226,3      |            |
| Toralf Engan       | Nagysánc    | 93,5     | 114,7    | 2.       | 90,5     | 116,0    | 1.       | 73,0     | (88,9)   | 31.*     | 230,7      |            |
| Hans Olav Sørensen | Normálsánc  | 76,0     | 106,0    | 4.       | 73,5     | (99,5)   | 24.      | 74,5     | 102,6    | 10.*     | 208,6      | 8.         |
| Bjørn Wirkola      | Nagysánc    | 85,0     | 99,2     | 21.      | 85,0     | 104,9    | 10.      | 78,0     | (99,2)   | 11.      | 204,1      | 16.        |
| Torbjørn Yggeseth  | Normálsánc  | 73,5     | 99,0     | 20.      | 77,0     | 104,4    | 6.       | 76,0     | (97,7)   | 26.      | 203,4      | 14.*       |
| Torbjørn Yggeseth  | Nagysánc    | 85,0     | 96,7     | 26.*     | 82,0     | 98,8     | 24.*     | 74,0     | (91,4)   | 26.      | 195,5      | 28.        |

* - egy másik versenyzővel azonos eredményt ért el

## Szánkó
| Versenyző                               | Versenyszám | 1. futam   | 1. futam   | 2. futam | 2. futam | 3. futam | 3. futam | 4. futam | 4. futam | Összesítés | Összesítés |
| Versenyző                               | Versenyszám | Idő        | Hely.      | Idő      | Hely.    | Idő      | Hely.    | Idő      | Hely.    | Idő        | Helyezés   |
| --------------------------------------- | ----------- | ---------- | ---------- | -------- | -------- | -------- | -------- | -------- | -------- | ---------- | ---------- |
| Mogens Christensen                      | Férfi egyes | 54,43      | 16.        | 55,00    | 15.      | 53,80    | 11.      | 54,44    | 14.      | 3:37,67    | 14.        |
| Jan-Axel Strøm                          | Férfi egyes | 55,78      | 22.        | 55,27    | 18.*     | 55,15    | 21.      | 55,78    | 21.      | 3:41,98    | 19.        |
| Rolf Greger Strøm                       | Férfi egyes | 52,60      | 6.         | 52,81    | 6.       | 52,62    | 5.       | 53,18    | 4.       | 3:31,21    | 4.         |
| Christian Hallén-Paulsen Jan-Axel Strøm | Kettes      | 52,52      | 8.         | 55,30    | 11.      |          |          |          |          | 1:47,82    | 10.        |
| Mogens Christensen Rolf Greger Strøm    | Kettes      | nem indult | nem indult | kiesett  | kiesett  |          |          |          |          | kiesett    | kiesett    |

* - egy másik versenyzővel azonos eredményt ért el